# Дворац Золочив
Дворац Золочив (укр. Золочівський замок) је био резиденција племићке породице Собјески на брду и ушћу две реке у југоисточном делу Золочива, у садашњој Лавовској области.  

## Историјат
Дворац Золочив, као правоугаону тврђаву, је 1634—1636. саградио Јакуб Собјески радом поробљених кримских Татара. Састојао се од зидова у тадашњем холандском стилу са четири петоугаоне куле на сваком углу и велике палате. Кинеска палата, ротонда и љубичасте боје окружена једноспратним крилима је додата касније као поклон Јана III Собјеског његовој супрузи, краљици Марији рођеној у Француској. Капудан паша је заузео дворац 1672. после шестодневне опсаде од стране Османског царства, а три године касније османска војска. Након смрти Јакова Лудвига Собјеског дворац је 1737. припао династији Радзивиљ, а 1801. грофу Лукашу Комарницку Павликовицу. Његови наследници су дворац продали 1834. године, а у 19. веку је адаптиран и коришћен као болница и касарна. Претворен је у затвор 1872. и тако је коришћен током инвазије на Пољску. У оквиру дворца се налази капела у част жртвама НКВД-а. Хиљаде људи који су припадали јеврејској вероисповести су одведени из Золочива и убијени од Немаца приликом избијања операције Барбароса. Од 1985. године је дворац под надзором Лавовске уметничке галерије. Недавно је реконструисан и отворен за посетиоце. Садржи више од двадесет и пет европских грбова, лустере од костију диносауруса и реплику краљевске круне из 13. века, слична круни Данила Галичког.